# Matthew Fox (Theologe)
Matthew Fox (* 21. Dezember 1940 in Madison, Wisconsin) ist ein US-amerikanischer Priester und Theologe. Er ist ein Vertreter der sogenannten „Schöpfungsspiritualität“, einer Bewegung, die sich auf mittelalterliche Mystiker und Theologen wie die heilige Hildegard von Bingen, Thomas von Aquin, Meister Eckhart und Nikolaus von Kues bezieht.

## Leben
Fox wurde auf die Vornamen Timothy James getauft; beim Eintritt in den Dominikanerorden erhielt er den Namen Matthew. 1967 empfing er die Priesterweihe. Er erlangte an der katholischen Hochschule Aquinas Institute of Theology (St. Louis, Missouri) den Master-Abschluss sowohl in Philosophie als auch in Theologie. Anschließend promovierte Fox summa cum laude zum Doktor der Philosophie am Institut Catholique de Paris. Wegen umstrittener Lehraussagen verlor Fox 1988 die Missio canonica; das Verfahren gegen ihn wurde von der Kongregation für die Glaubenslehre durchgeführt, damals leitete Joseph Kardinal Ratzinger die Behörde. 1992 wurde Fox aus dem Orden der Dominikaner entlassen.
1994 ordinierte ihn Bischof William Swing (Diözese Kalifornien) von der Episkopalkirche der Vereinigten Staaten von Amerika.
Fox’ Bücher, insbesondere Original Blessing (1983) und The Coming of the Cosmic Christ (1988, deutsch Vision vom kosmischen Christus, 1991), stießen die Bewegung der Schöpfungsspiritualität an. In seiner 1996 erschienenen Autobiografie Confessions: The Making of a Post-Denominational Priest beschreibt Fox sein Leben bei den Dominikanern und die Differenzen mit der römisch-katholischen Kirche über sein Verständnis des frühen Christentums. Fox ist der Autor von 22 weiteren geistlichen Büchern. Mit dem britischen Biologen und Parapsychologen Rupert Sheldrake verfasste Fox zwei Bücher.
Fox lehrte zunächst am Holy Name College in Oakland, Kalifornien, wo er das Institute for Culture and Creation Spirituality („Institut für Kultur und Schöpfungsspiritualität“) leitete. Nach weiteren Kontroversen um seine umstrittenen Thesen gründete Fox 1996 ebenfalls in Oakland eine eigene Universität, die University of Creation Spirituality („Universität der Schöpfungsspiritualität“), die sich Anfang 2005 in Wisdom University (Universität der Weisheit) umbenannte. Die Schule tritt für alternative Formen ökumenischer Gottesdienste und die Verbindung von Liturgie mit Ritualen der amerikanischen Ureinwohner (zum Beispiel Schwitzhütten) oder heidnischen Naturritualen ein.
Fox tritt für die Andachtsform der »kosmischen Messe« (The Cosmic Mass) ein, die westliche liturgische Elemente, Live- und elektronische Musik, Multimedia-Elemente, sowie asiatische und indigene religiöse Elemente verbindet.
Am Pfingstwochenende 2005 schlug Matthew Fox seine eigenen 95 Thesen an der Tür der Schlosskirche zu Wittenberg an, wo Martin Luther mit seinem Thesenanschlag 1517 die Reformation ausgelöst hatte. In seinen Thesen ruft Fox zu einer neuen Reformation des Christentums auf. In seinem die Aktion begleitenden Buch A New Reformation („Eine neue Reformation“) argumentiert Fox, es gebe bereits zwei „Christentümer“ und es sei an der Zeit, die westliche spirituelle Tradition in eine neue Richtung zu führen.

## Werke
deutsch
- Vision vom Kosmischen Christus. Aufbruch ins dritte Jahrtausend. Kreuz, Stuttgart 1991, ISBN 978-3-7831-1073-9, gebunden, 400 Seiten
- Schöpfungsspiritualität. Heilung und Befreiung für die Erste Welt. Kreuz, Stuttgart 1993, ISBN 978-3-7831-1231-3, 189 Seiten, broschiert
- Engel – die kosmische Intelligenz. (gemeinsam mit Rupert Sheldrake), Kösel, München 1999, ISBN 3-466-36691-7, 335 Seiten (Taschenbuch 2005)
- Die Seele ist ein Feld. Der Dialog zwischen Wissenschaft und Spiritualität.  (gemeinsam mit Rupert Sheldrake) Scherz, 2002, ISBN 978-3-502-61023-6, 223 Seiten
- Revolution der Arbeit. Damit alle sinnvoll leben und arbeiten. Kösel, München 2002, ISBN 978-3-466-36448-0, gebunden, 398 Seiten
- Ratzinger und sein Kreuzzug. Ein engagiertes Plädoyer für Schöpfungsspiritualität statt Dogmenmacht. ARUN, Bielefeld 2011, ISBN 978-3-86663-065-9, gebunden, 308 Seiten

englisch
- On Becoming a Musical, Mystical Bear: Spirituality American Style (1972), Harper & Row, ISBN 0-06-062912-6, Paulist Press 1976 paperback: ISBN 0-8091-1913-7
  - republished as Prayer: A Radical Response to Life (2001), Tarcher/Putnam, ISBN 1-58542-098-0
- A Spirituality Named Compassion and the Healing of the Global Village, Humpty Dumpty and Us (1979), Winston Press, ISBN 0-03-051566-1, Harper San Francisco 1990 paperback: ISBN 0-06-254871-9, Inner Traditions 1999: ISBN 0-89281-802-6
- Whee! We, Wee All the Way Home: A Guide to Sensual Prophetic Spirituality (1980), Bear & Company, ISBN 0-939680-00-9
- Breakthrough: Meister Eckhart’s Creation Spirituality, in New Translation (1980), Image/Doubleday, ISBN 0-385-17034-3 (translated from German, with commentary)
  - republished as Passion for Creation: The Earth-honoring Spirituality of Meister Eckhart (2000), Inner Traditions, ISBN 0-89281-801-8
- Meditations with Meister Eckhart (1983), Bear & Company, ISBN 0-939680-04-1
- Original Blessing: A Primer in Creation Spirituality (1983), Bear & Company revised ed. 1996, ISBN 1-879181-27-4
  - Original Blessing: A Primer in Creation Spirituality Presented in Four Paths, Twenty-Six Themes, and Two Questions, Jeremy P. Tarcher/Putnam 2000, ISBN 1-58542-067-0
- Hildegard of Bingen’s Book of Divine Works: With Letters and Songs (1987), Bear & Company, ISBN 0-939680-35-1
- The Coming of the Cosmic Christ (1988), Harper San Francisco, ISBN 0-06-062915-0
- Creation Spirituality: Liberating Gifts for the Peoples of the Earth (1991), Harper San Francisco, ISBN 0-06-062917-7
- Sheer Joy: Conversations With Thomas Aquinas on Creation Spirituality (1992), Harper San Francisco, ISBN 0-06-062914-2, Tarcher/Putnam 2003 paperback: ISBN 1-58542-234-7, forward: Rupert Sheldrake, afterword: Bede Griffiths
- The Reinvention of Work: A New Vision of Livelihood for Our Time (1995), Harper San Francisco reprint, ISBN 0-06-063062-0
- Wrestling With the Prophets: Essays on Creation Spirituality and Everyday Life (1995), Harper San Francisco, ISBN 0-06-062919-3, Tarcher 2003 paperback: ISBN 1-58542-235-5
- The Physics of Angels: Exploring the Realm Where Science and Spirit Meet (1996), coauthor Rupert Sheldrake, Harper San Francisco, ISBN 0-06-062864-2
- Natural Grace: Dialogues on Creation, Darkness, and the Soul in Spirituality and Science (1996), coauthor Rupert Sheldrake, Doubleday, ISBN 0-385-48356-2, Image 1997 paperback: ISBN 0-385-48359-7
- Confessions: The Making of a Post-Denominational Priest (1996), Harper San Francisco, 1997 paperback: ISBN 0-06-062965-7 (Autobiographie)
- One River, Many Wells: Wisdom Springing from Global Faiths (2000), Jeremy P. Tarcher, hardcover: ISBN 1-58542-047-6 paperback: ISBN 1-58542-326-2
- Creativity: Where the Divine and the Human Meet (2002), Jeremy P. Tarcher, hardcover: ISBN 1-58542-178-2, 2004 paperback: ISBN 1-58542-329-7
- A New Reformation: Creation Spirituality and the Transformation of Christianity (2006), Inner Traditions, ISBN 1-59477-123-5 (Fox’ "95 Theses")